# Ronde van Spanje 2024/Zeventiende etappe
De zeventiende etappe van de Ronde van Spanje 2024 werd op 4 september verreden van Arnuero naar Santander. Het was een heuvelrit over 141,5 kilometer.
De Australiër Kaden Groves heeft in Santander de zeventiende etappe gewonnen. Groves die zijn derde overwinning behaalde, versloeg Pavel Bittner en Vito Braet in de regen. Victor Campenaerts was de sprinters bijna te slim af, maar moest uiteindelijk tevreden zijn met de zesde plaats. Leider Ben O'Connor behield de rode trui.

## Uitslag
| Arnuero – Santander (141,5 km) |                    |                           |          |
| Plaats                         | Naam               | Ploeg                     | Tijd     |
| Winnaar                        | Kaden Groves       | Alpecin-Deceuninck        | 3u32'14" |
| 2                              | Pavel Bittner      | Team dsm-firmenich PostNL | z.t.     |
| 3                              | Vito Braet         | Intermarché-Wanty         | z.t.     |
| 4                              | Pau Miquel         | Equipo Kern Pharma        | z.t.     |
| 5                              | Corbin Strong      | Israel-Premier Tech       | z.t.     |
| 6                              | Victor Campenaerts | Lotto Dstny               | z.t.     |
| 7                              | Edward Planckaert  | Alpecin-Deceuninck        | z.t.     |
| 8                              | Mathis Le Berre    | Arkéa-B&B Hotels          | z.t.     |
| 9                              | Arjen Livyns       | Lotto Dstny               | z.t.     |
| 10                             | Xabier Berasategi  | Euskaltel-Euskadi         | z.t.     |
|                                |                    |                           |          |
| 63                             | Steven Kruijswijk  | Team Visma-Lease a Bike   | z.t.     |

| Algemeen klassement |                   |                            |            |
| Plaats              | Naam              | Ploeg                      | Tijd       |
| Rode trui           | Ben O'Connor      | Decathlon AG2R La Mondiale | 68u41'14"  |
| 2                   | Primož Roglič     | Red Bull-BORA-hansgrohe    | + 5"       |
| 3                   | Enric Mas         | Movistar                   | + 1'25"    |
| 4                   | Richard Carapaz   | EF Education-EasyPost      | + 1'46"    |
| 5                   | Mikel Landa       | Soudal Quick-Step          | + 2'18"    |
| 6                   | David Gaudu       | Groupama-FDJ               | + 3'38"    |
| 7                   | Carlos Rodríguez  | INEOS Grenadiers           | + 3'53"    |
| 8                   | Mattias Skjelmose | Lidl-Trek                  | + 4'00"    |
| 9                   | Florian Lipowitz  | Red Bull-BORA-hansgrohe    | + 4'27"    |
| 10                  | Pavel Sivakov     | UAE Team Emirates          | + 5'19"    |
|                     |                   |                            |            |
| 23                  | Steven Kruijswijk | Team Visma-Lease a Bike    | + 54'40"   |
| 47                  | Mauri Vansevenant | Soudal Quick-Step          | + 1u37'28" |

## Nevenklassementen
| Puntenklassement |                   |                           |        |
| Plaats           | Naam              | Ploeg                     | Punten |
| Groene trui      | Kaden Groves      | Alpecin-Deceuninck        | 222    |
| 2                | Pavel Bittner     | Team dsm-firmenich PostNL | 106    |
| 3                | Harold Tejada     | Astana Qazaqstan Team     | 95     |
| 4                | Pablo Castrillo   | UAE Team Emirates         | 93     |
| 5                | Max Poole         | Team dsm-firmenich PostNL | 86     |
|                  |                   |                           |        |
| 25               | Mauri Vansevenant | Soudal Quick-Step         | 48     |
| 42               | Gijs Leemreize    | Team dsm-firmenich PostNL | 35     |

| Bergklassement        |                 |                           |        |
| Plaats                | Naam            | Ploeg                     | Punten |
| Bolletjestrui (blauw) | Jay Vine        | UAE Team Emirates         | 56     |
| 2                     | Marc Soler      | UAE Team Emirates         | 42     |
| 3                     | Pablo Castrillo | Equipo Kern Pharma        | 37     |
| 4                     | Filippo Zana    | Team Jayco AlUla          | 27     |
| 5                     | Marco Frigo     | Israel-Premier Tech       | 26     |
|                       |                 |                           |        |
| 14                    | Xandro Meurisse | Lotto Dstny               | 13     |
| 29                    | Gijs Leemreize  | Team dsm-firmenich PostNL | 4      |

| Jongerenklassement |                    |                           |            |
| Plaats             | Naam               | Ploeg                     | Tijd       |
| Witte trui         | Carlos Rodríguez   | INEOS Grenadiers          | 68u45'07"  |
| 2                  | Mattias Skjelmose  | Lidl-Trek                 | + 7"       |
| 3                  | Florian Lipowitz   | Red Bull-BORA-hansgrohe   | + 34"      |
| 4                  | Matthew Riccitello | Israel-Premier Tech       | + 58'52"   |
| 5                  | Max Poole          | Team dsm-firmenich PostNL | + 1u12'18" |
|                    |                    |                           |            |
| 9                  | Mauri Vansevenant  | Soudal Quick-Step         | + 1u33'35" |
| 22                 | Gijs Leemreize     | Team dsm-firmenich PostNL | + 2u27'05" |

| Ploegenklassement |                            |            |
| Plaats            | Ploeg                      | Tijd       |
|                   | UAE Team Emirates          | 205u35'17" |
| 2                 | Red Bull-BORA-hansgrohe    | + 43'00"   |
| 3                 | Decathlon AG2R La Mondiale | + 1u20'18" |
| 4                 | Team Visma-Lease a Bike    | + 1u30'39" |
| 5                 | Soudal Quick-Step          | + 1u50'16" |

## Uitvallers
- Michael Woods (Israel-Premier Tech): niet gestart door vermoeidheid
- Sander De Pestel (Decathlon AG2R La Mondiale): niet gestart

1e etappe ·
2e etappe ·
3e etappe ·
4e etappe ·
5e etappe ·
6e etappe ·
7e etappe ·
8e etappe ·
9e etappe ·
10e etappe ·
11e etappe ·
12e etappe ·
13e etappe ·
14e etappe ·
15e etappe ·
16e etappe ·
17e etappe ·
18e etappe ·
19e etappe ·
20e etappe ·
21e etappe
Startlijst · Eindstanden · Afbeeldingen